# Шехзаде Сулејман (син Мурата III)
Шехзaде Сулејман (тур. Şehzade Süleyman) је био син султана Мурата III и султаније Сафије.

## Живот
Шехзаде Сулејман је син султаније Сафије. О њему је први писао венецијански амбасадор Ђакомо Соранцо 1576. године, наводећи да је годину дана млаши од свог брата шехзаде Мехмеда.
У архиви Топкапи-палате је забележено да је шехзаде Сулејман умро 25. маја 1577. године .
Сахрањен је у Аја Софији.